# 野尻精一
野尻 精一（のじり せいいち、1860年4月3日（安政7年3月13日） - 1932年（昭和7年）3月14日）は明治時代から大正時代にかけての日本の教育者、文部官僚。

## 経歴
播磨国姫路藩士の家に生まれる。飾磨県小学校教員を経て、1882年（明治15年）に東京師範学校（のちの東京高等師範学校）中学師範学科を卒業した。文部省御用掛を経て、1886年（明治19年）よりドイツに留学し、プロイセン官立ノイチェルレ師範学校、ベルリン大学哲学教育学科、ライプツィヒ大学哲学教育学科で学んだ。1889年（明治22年）に帰国した後は高等師範学校教諭・帝国大学文科大学講師を務めた。その後、高等師範学校教授、東京府尋常師範学校校長、文部省視学官、普通学務局第一課長、図書審査官、普通学務局長事務取扱を歴任した。1909年（明治42年）、奈良女子高等師範学校校長に就任し、1919年（大正8年）まで務めた。
退官後は共立女子職業学校（現在の共立女子大学）理事を務めた。

## 栄典
- 1909年（明治42年）4月20日 - 正五位[4]
- 1919年（大正8年）7月17日 - 正四位[5]
- 1921年（大正10年）8月15日 - 従三位[6]

## 関連文献
- 栗原古城 「奈良女子高等師範学校長 野尻精一君」（『教育界』第8巻第5号、金港堂書籍、1909年3月）
- 「故従三位勲三等野尻精一勲章加授ノ件」（国立公文書館所蔵 「叙勲裁可書・昭和七年・叙勲巻二」）
- 宮崎かよ子編輯 『野尻精一先生記念』 佐保会、1932年7月